# Top Gun: Guts and Glory
Top Gun: Guts and Glory, es un videojuego de simulación de vuelo y combate, que fue lanzado para Game Boy en enero de 1993 en Estados Unidos y Europa, desarrollado por Distinctive Software y Publicado por Konami.
- Datos: Q16267513